# Cerro Cachio
Cerro Cachio is een stratovulkaan in het departement Ahuachapán in El Salvador. De berg is ongeveer 1841 meter hoog en is onderdeel van de bergketen Cordillera de Apaneca.
Ongeveer vier kilometer naar het westen ligt de vulkaan Laguna Verde. Ongeveer twee kilometer naar het oosten ligt de vulkaan Cerro las Ranas en ongeveer vier kilometer naar het westen de vulkaan Laguna Verde.